# Цугол (Могойтуйский район)
Цу́гол (бур. Сγγгэл) — село в Могойтуйском районе Агинского Бурятского округа, Забайкальский край. Административный центр сельского поселения «Цугол».

## География
Село расположено в 65 км к юго-востоку от районного центра, пгт Могойтуй, на левом берегу реки Онон, между его левыми притоками — Большой Цугол (Цугол) и Малый Цугол, к северо-западу от Цугольского хребта в Цугольской впадине. Вблизи села находится военный полигон Цугол (основан в 1951 году). Ближайшая железнодорожная станция Оловянная находится в 14 км к югу от села, в 18 км к западу расположена станция Степь.

## Население
| 1989 | 2002 | 2010 | 2012 | 2013 | 2014 | 2015 |
| ---- | ---- | ---- | ---- | ---- | ---- | ---- |
| 1204 | ↘932 | ↘837 | ↘834 | ↗847 | ↘846 | ↗851 |
| 2016 | 2017 | 2018 | 2019 | 2020 | 2021 |      |
| ↘850 | ↘845 | →845 | ↘829 | ↘819 | ↘680 |      |

## Достопримечательности
В селе расположен старейший на территории Забайкальского края буддийский монастырь — Цугольский дацан. Основан в 1801 году передвижным войлочным дуганом, стационарная деревянная постройка была начата в 1827 году. В 1864 году было получено разрешение иркутского генерал-губернатора на строительство каменного здания, ввиду ветхости деревянного строения. В 1887 году в перестроенном Цогчен-дугане случился пожар, но здание было восстановлено уже в 1889 году. В 1932 году в Цуголе была размещена войсковая часть и военные начали переоборудование здания. 13 декабря 1933 года ламы отказались от служения религиозного культа в дацане. В 1980 году Цугольский дацан объявлен памятником культуры и взят под охрану. В 1988 году дацан был возвращён верующим — является действующим дацаном Буддийской традиционной сангхи России.

## Люди, связанные с селом
Здесь свои детские годы провёл Александр Яковлевич Михайлов — советский и российский актёр театра и кино